# Jędrzej Moraczewski
Jędrzej Moraczewski (Trzemeszno, 13 gennaio 1870 – Sulejówek, 5 agosto 1944) è stato un politico polacco.

## Biografia
Ha ricoperto la carica di Primo ministro della Polonia (nella Seconda Repubblica di Polonia) dal novembre 1918 al gennaio 1919.